# Tuomas Kyrö

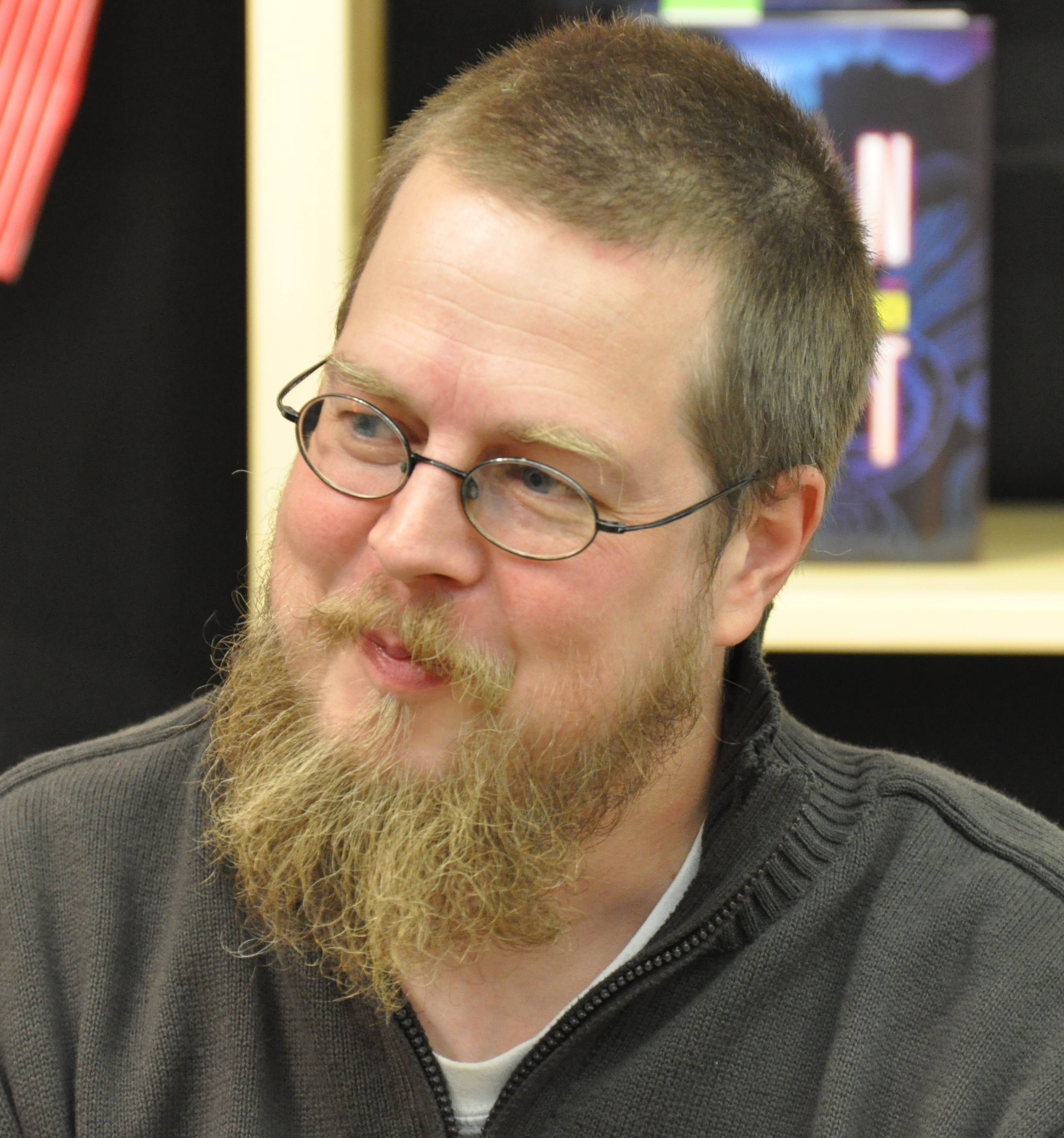
Tuomas Kyrö

Tuomas Kyrö (Helsinki, 4 juni 1974) is een Fins schrijver, in 2005 onderscheiden met de Kalevi Jäntti-prijs.

## Onderscheidingen
- Kalevi Jäntti-prijs, 2005
- Dank voor het boek-medaille, 2011